# Vârful Toaca, Masivul Ceahlău

Stația meteo Toaca

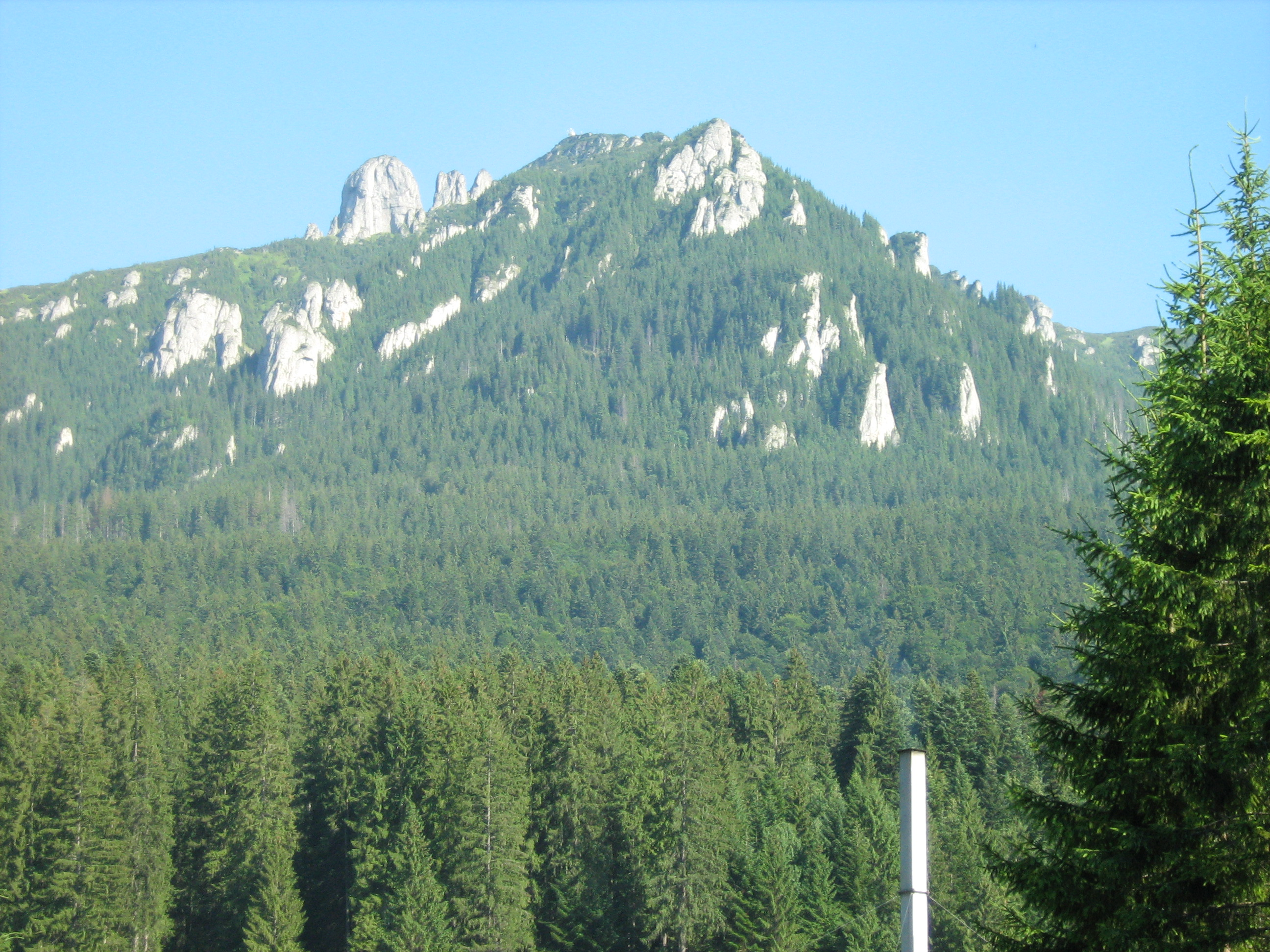
Vârful Toaca și stânca Panaghia

Vârful Toaca, la 1904 m, este al doilea ca mărime din Masivul Ceahlău, după vârful Ocolașul Mare. Deși nu este punctul cel mai înalt din Munții Ceahlău, acest vârf reprezintă principala atracție din masiv datorită formei sale piramidale. 
Pe Vârful Toaca se află stația meteorologică cu același nume, la care se ajunge prin urcarea unei scări.